# Pirral

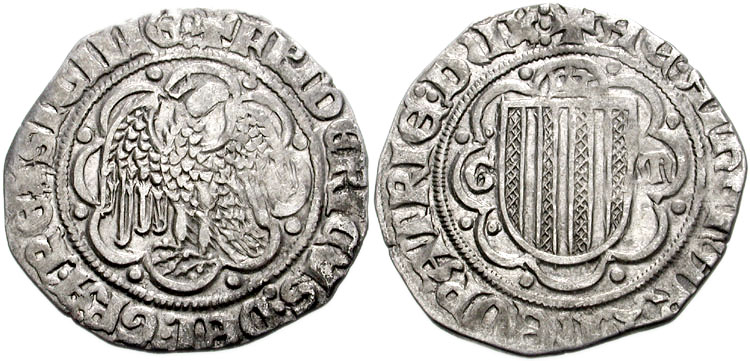
Pirral d'argent de Frederic III de Sicília

El pirral és el nom que reberen les monedes d'or i d'argent fetes encunyar pel comte-rei Pere II a Sicília, després de la conquesta de l'illa, l'any 1283. La d'or tenia una llei de 23,75 quirats, pesava 4,35 grams i equivalia a 14 sous barcelonesos. Els catalanoparlants anomenaven aquesta moneda "agostar".
Pel que fa al pirral d'argent serví de model del croat.